# Risto Popović
Risto Popović serbio: Ристо Поповић (Donji Kraji, Principado de Montenegro, 21 de abril de 1871-Viena, febrero de 1924) fue un político y militar montenegrino. De 1914 a 1916 fue primer ministro interino del Reino de Montenegro con Mirko Mijušković mientras Janko Vukotić luchaba en la Primera Guerra Mundial.

## Biografía
Risto Popović nació el 21 de abril de 1871 en Donji Kraji, como parte de la tribu Cetiña, en la familia sacerdotal del Papa Vidak, hijo del Papa Laz Jabučanin, de quien tomó el apellido Popović. Desde la época del Papa Laz Jabučanin, su familia desempeñó diversas tareas para los tres últimos señores montenegrinos, primero tareas estatales menores y luego más importantes. Asistió a la escuela primaria en Cetiña y completó cuatro grados en el gimnasio de Cetiña en el período 1883-1887. Se graduó en la Facultad de Derecho de la Universidad de Belgrado, luego regresó a Cetiña y entró en la función pública en 1894. Desempeñó algunas importantes funciones estatales y judiciales como secretario de fronteras de Jezeri y luego como secretario de Valtazar Bogišić. Posteriormente fue juez del Tribunal de Distrito de Cetinje, presidente del Tribunal de Abogados y luego juez del Tribunal Superior de Cetinje.

### Carrera política
Ejerció la abogacía durante un tiempo en el Principado de Montenegro. En las elecciones de 1906 fue elegido miembro de la Asamblea Nacional de Montenegro. Posteriormente se reincorporó a la función pública como secretario del Ministerio de Justicia. En el gobierno de Serdar, fue Ministro de Finanzas y Construcción desde mayo de 1913 hasta enero de 1916. Fue brevemente Ministro del Interior desde el 2 de enero de 1916 al 11 de mayo de 1916.

### Carrera política y luego
Durante la ocupación austrohúngara de 1916 a 1918, fue internado en campos de Hungría y luego de Austria. Tras el final de la Primera Guerra Mundial, regresó de la emigración a Cetiña. No estaba de acuerdo con la pérdida del Estado montenegrino y la presencia del ejército serbio en Montenegro. En vísperas de la Rebelión de Navidad, fue detenido el 31 de diciembre de 1918, a las 23:00 horas, como una de las principales figuras políticas que planearon y diseñaron la acción. Como uno de los destacados opositores a las decisiones de la Asamblea de Podgorica, pasó más de dos años en Jusovaca, Podgorica. Es uno de los 44 presos políticos que escribieron y firmaron una declaración de Jusovača el 14 de octubre de 1919, en la que sublimaban la mala posición jurídica y política de Montenegro en el nuevo marco estatal. En parte de esta declaración, sus firmantes afirman que ponen fin a todas las relaciones y comunicaciones con el tribunal de distrito competente de Podgorica, por considerarlo incompetente e ilegal. Al salir de prisión, fue retirado inmediatamente. Continuó su labor política como uno de los defensores del partido montenegrino en las elecciones parlamentarias de marzo de 1923, donde fue elegido diputado a la Asamblea del Reino de los Serbios, Croatas y Eslovenos. Como luchador activo por los derechos y el honor de Montenegro, estuvo bajo constante vigilancia policial, por lo que en un informe del jefe del distrito de Podgorica del 8 de febrero de 1922 se menciona su nombre como "agente jefe de Jovan Plamenac y Milutin Vučinić", trabajando según sus instrucciones y que están en contacto constante con él". Se casó y tuvo cuatro hijos: Vasilij, Vojislav, Boško y Arsenij.

### Los últimos años
Los hermanos de Risto Popović eran Spiro, director de correos y telégrafos, Drago y Andrija. Murió en Viena en febrero de 1924 y fue enterrado en Cetiña. El obituario de su muerte fue publicado por la Montenegrin Voice of America como órgano oficial de la Unión de Independientes Montenegrinos Americanos en el número 11 del 29 de marzo de 1924, y concluye: 

"Incluso cuando aparecen los rayos del sol, los montenegrinos son cálidos, cubiertos por la oscuridad. Hoy en tu casa, libera tu aliento y respira libremente, el pueblo montenegrino te recordará para las nuevas generaciones, para que seas un ejemplo de patriotismo montenegrino. ¡Paz para ti y paz para tu alma!

- Ministerio del Interior
- Ministerio de Defensa
- Jefe de Estado Mayor